# So Long, Marianne (album)
So Long, Marianne je kompilační album kanadského hudebníka Leonarda Cohena, vydané v roce 1989 hudebním vydavatelstvím Columbia Records. Obsahuje nahrávky z jeho prvních čtyř studiových alb z let 1967 až 1974. Přestože vydání alba sám Cohen neautorizoval, vydala jej jeho domovská nahrávací společnost. V roce 1995 vyšlo album v reedici. Album bylo pojmenováno podle písně „So Long, Marianne“.

## Seznam skladeb
| Pořadí | Název                | Autor                | Původní album                        | Délka |
| ------ | -------------------- | -------------------- | ------------------------------------ | ----- |
| 1.     | Who by Fire          | Leonard Cohen        | New Skin for the Old Ceremony (1974) | 2:30  |
| 2.     | So Long, Marianne    | Cohen                | Songs of Leonard Cohen (1967)        | 5:37  |
| 3.     | Chelsea Hotel #2     | Cohen, Ron Cornelius | New Skin for the Old Ceremony (1974) | 3:04  |
| 4.     | Lady Midnight        | Cohen                | Songs from a Room (1969)             | 2:55  |
| 5.     | Sisters of Mercy     | Cohen                | Songs of Leonard Cohen (1967)        | 3:34  |
| 6.     | Bird on the Wire     | Cohen                | Songs from a Room (1969)             | 3:24  |
| 7.     | Suzanne              | Cohen                | Songs of Leonard Cohen (1967)        | 3:46  |
| 8.     | Lover Lover Lover    | Cohen                | New Skin for the Old Ceremony (1974) | 3:19  |
| 9.     | Winter Lady          | Cohen                | Songs of Leonard Cohen (1967)        | 2:15  |
| 10.    | Tonight Will Be Fine | Cohen                | Songs from a Room (1969)             | 3:47  |
| 11.    | The Partisan         | Anna Marly, Hy Zaret | Songs from a Room (1969)             | 3:23  |
| 12.    | Diamonds in the Mine | Cohen                | Songs of Love and Hate (1971)        | 3:48  |